# Икатере
Икатере (маори Ika-tere) — бог и отец всех морских существ (включая русалок) в мифологии маори.

## Мифологический сюжет
Икатере — сын Пунги, внук Тангароа, брат Ту-те-вехивехи (en:Tū-te-wehiwehi).
Когда Тафириматеа (бог штормов) вёл войну против своих братьев Икатере и Ту-те-вехивехи, разделивших  Ранги и Папа (небо и землю), они были вынуждены бежать и скрываться, чтобы спастись. Икатере нашел убежище в море, а Ту-те-вехивехи — в лесу.